# Il ritorno (film 1992)
Il ritorno (Jesus vender tilbage) è un film del 1992 diretto da Jens Jørgen Thorsen.

## Trama
Gesù torna sulla terra a redimere il mondo: atterrato a Parigi, scopre che è un vero paradiso ma, ancora una volta, torna a essere perseguitato, picchiato, rapito e, preso come ostaggio, subisce il fascino d’una bella dirottatrice. Arrestato e condannato a morte, fugge in autostop. Viene ripreso, fugge di nuovo, finché deve scegliere tra l’amore della sua vita o il compromesso col potere.

## Produzione

### Sviluppo
Pensato inizialmente durante la protesta di alcuni registi alla Biennale di Venezia del 1968, il 5 luglio 1973 il regista Jens Jørgen Thorsen riceve 600.000 corone norvegesi dal Danish Film Institute per la realizzazione di un progetto cinematografico in cui Gesù avrebbe dovuto essere raffigurato per una visione particolare in campo politico e sessuale. L'idea iniziale viene considerata blasfema sia da parte di alcune autorità che da parte del pubblico, decidendo di posticiparne la produzione; periodo durante il quale si è indagato sulla questione. Inoltre, il proposito viene valutato negativamente per andare contro la morale degli insegnamenti della Bibbia da parte del Ministro della Cultura danese, Niels Matthiansen; così Thorsen ha rinunciato al finanziamento del Governo locale. Questa versione del film non è stata mai registrata. Il protagonista avrebbe dovuto essere John Lennon.  Inoltre, il regista ha ricevuto alcuni finanziamenti anche in Jugoslavia e Turchia, ma la produzione è stata fermata nuovamente.
Successivamente, il 27 giugno 1989 lo stesso istituto concede nuovamente un sostegno economico al direttore per un film su Gesù, presentato al pubblico danese il 13 marzo 1992. Il protagonista è Marco Di Stefano, di nazionalità italiana, scelto appositamente dal regista mentre accompagnava la moglie Brigitte Christensen ai casting di Roma per il ruolo di Maddalena. Quest'ultima non è stata scelta per far parte della troupe.
Il regista prende spunto dalla letteratura del romanzo I fratelli Karamazov dello scrittore russo Fëdor Dostoevskij e dal concetto di amore che hanno le persone hippie negli anni Settanta. Il film è ambientato negli anni 2000.
Il film è stato presentato nel 1992 durante la quarantacinquesima edizione del Festival di Cannes e l'anno dopo in Sicilia a Erice.

### Riprese
Le riprese del prologo sono avvenute a Katowice in Polonia. Il resto del lungometraggio è stato registrato tra Francia, Italia, Germania e Inghilterra. Le riprese sono durante quattro mesi tra il 1990 e il 1991.

## Censure
Nel paese di produzione la visione è stata proibita ai minori di quindici anni. Tra le scene accusate che si possono vedere durante il film si può ricordare un'ultima cena con successivo festino e pugni a San Pietro.
In Italia fu vietata la visione del lungometraggio nel maggio del 1993 in I grado e in II grado, perché andava contro l'articolo 21 della Costituzione e per avere una visione contraria di quelli che sono i sentimenti della comunità. L'opera viene concessa di essere resa disponibile nei cinema italiani col divieto di visione ai minori di diciotto anni e vari tagli alle scene; nonostante ciò non verrà mai pubblicata nei cinema. Negli anni successivi, viene resa disponibile in videocassetta da parte del gruppo L'Espresso nel catalogo "I classici proibiti".

## Accoglienza
Il film è stata accolto sia in patria che all'estero come blasfemo per i contenuti che vengono rappresentati.
Il quotidiano italiano L'Osservatore Romano ha accusato il governo danese per aver sostenuto finanziariamente le riprese del film.